# 대한민국의 정부재정지원 제한대학
대한민국의 정부재정지원 제한대학은 대한민국 교육과학기술부에서 2011년부터 2015년에 걸쳐 실시한 대학 구조개혁 정책에 따라 재정지원이 제한된 대학을 가리킨다. 대학을 평가해 하위 15%에 적용되며, '정부지원제한 대학, 대출제한 대학, 경영부실 대학, 퇴출 대학'의 단계로 이루어졌다. 해를 거듭해도 이를 벗어나지 못할 경우 정부의 퇴출, 통폐합 대상이 될 가능성이 높아졌다.

## 대상

### 2010년
|  | - 광신대학교 - 대구외국어대학교 - 대신대학교 - 루터대학교 - 서남대학교 - 성민대학교 - 영동대학교 |

|  | - 극동정보대학 - 대구공업대학 - 동우대학 - 문경대학 - 백제예술대학 - 부산경상대학 - 상지영서대학 - 서라벌대학 - 영남외국어대학 - 주성대학 |

|  | - 건동대학교 - 탐라대학교 |

|  | - 경북과학대학 - 벽성대학 - 부산예술대학 - 제주산업정보대학 |

### 2011년
|  | - 경남대학교 - 경성대학교 - 경주대학교 - 고신대학교 | - 그리스도대학교 - 극동대학교 - 관동대학교 - 대전대학교 | - 상명대학교 - 서남대학교 - 서울기독대학교 - 서원대학교 | - 영동대학교 - 인천가톨릭대학교 - 중부대학교 - 초당대학교 | - 평택대학교 - 한국국제대학교 - 협성대학교 - 루터대학교¹ | - 경동대학교 - 대불대학교 - 목원대학교 - 원광대학교 | - 추계예술대학교 - 명신대학교 - 건동대학교¹ - 선교청대학교¹ |

|  | - 국제대학 - 동주대학 - 부산정보대학 | - 서라벌대학 - 세경대학 - 웅지세무대학 | - 주성대학 - 동우대학¹ - 벽성대학¹ | - 부산예술대학¹ - 서해대학 - 김포대학 | - 영남외국어대학¹ - 전북과학대학 - 성화대학 |

|  | - 루터대학교¹ - 경동대학교 | - 대불대학교 - 목원대학교 | - 원광대학교 - 추계예술대학교 |

|  | - 동우대학¹ - 벽성대학¹ - 부산예술대학¹ | - 서해대학 - 김포대학 | - 영남외국어대학¹ - 전북과학대학 |

|  | - 명신대학교 | - 건동대학교¹ | - 선교청대학교¹ |

|  | - 성화대학 |

### 2012년
|  | - 가야대학교 - 경북외국어대학교 - 경일대학교 - 경주대학교 - 국민대학교 - 대구외국어대학교 | - 동국대학교 경주캠퍼스¹ - 루터대학교 - 배재대학교 - 서남대학교² - 세명대학교 - 세종대학교 | - 세한대학교 - 안양대학교 - 영동대학교 - 위덕대학교 - 제주국제대학교 - 청운대학교 | - 초당대학교 - 한려대학교 - 한북대학교 - 한중대학교 - 호원대학교 |

|  | - 강원관광대학교 - 경산1대학교 - 고구려대학 - 군장대학교 - 김포대학교 | - 대경대학교¹ - 대구미래대학교 - 부산예술대학교 - 서라벌대학교 - 서정대학교¹ | - 서해대학교 - 성덕대학교 - 세경대학교 - 송호대학교 - 영남외국어대학 | - 웅지세무대학 - 장안대학교¹ - 전남도립대학교 - 조선이공대학교 - 한영대학 |

|  | - 가야대학교 - 대구외국어대학교 | - 위덕대학교 - 한북대학교 | - 경주대학교 |

|  | - 경산1대학교 | - 송호대학교 | - 전남도립대학교 |

|  | - 경북외국어대학교 | - 제주국제대학교 |

|  | - 김포대학교 | - 부산예술대학교 | - 영남외국어대학 |

### 2013년
|  | - 경주대학교 - 극동대학교 - 대구외국어대학교 - 대구한의대학교 | - 동양대학교 - 백석대학교 - 상지대학교 - 서남대학교 | - 성결대학교 - 성공회대학교 - 신경대학교 - 신라대학교 | - 우석대학교 - 제주국제대학교 - 한려대학교 - 한서대학교 | - 한중대학교 - 호남대학교 |

|  | - 경북과학대학교 - 고구려대학 - 광양보건대학 - 군장대학교 | - 대구공업대학교 - 대구미래대학교 - 동강대학교 - 벽성대학 | - 부산예술대학교 - 서해대학교 - 송호대학교 | - 숭의여자대학교 - 영남외국어대학 - 웅지세무대학 | - 전북과학대학교 - 포항대학교 - 한영대학 |

|  | - 고구려대학 | - 대구미래대학교 | - 영남외국어대학 |

|  | - 경주대학교 - 서남대학교 | - 신경대학교 - 제주국제대학교 | - 한려대학교 - 한중대학교 |

|  | - 광양보건대학 - 대구공업대학교 | - 벽성대학 - 부산예술대학교 | - 송호대학교 |

|  | - 서남대학교 - 신경대학교 | - 제주국제대학교 - 한려대학교 | - 한중대학교 |

|  | - 광양보건대학 | - 벽성대학 | - 부산예술대학교 | - 영남외국어대학 |

### 2014년
|  | - 덕성여자대학교 - 신경대학교 - 대구외국어대학교 | - 영동대학교 - 청주대학교 - 한려대학교 - 서남대학교 | - 한중대학교 |

|  | - 장안대학교 - 웅지세무대학 - 강릉영동대학 - 경북과학대학 | - 광양보건대학교 - 대구미래대학교 - 김해대학교 - 서해대학교 | - 순천제일대학교 - 영남외국어대학 |

|  | - 서남대학교 - 신경대학교 | - 한려대학교 | - 한중대학교 |

|  | - 광양보건대학 | - 장안대학 | - 대구미래대학교 |

|  | - 서남대학교 - 신경대학교 | - 한려대학교 | - 한중대학교 |

|  | - 광양보건대학 | - 장안대학 | - 대구미래대학교 |

## 영향

### 대학 자체 개혁
부실대학에 선정된 대학들은 평가부분에서 강도높은 구조조정에 나서게 됐고, 이러한 이유로 이후 평가에서 부실대학 선정에 제외되는 효과를 보았다.

### 정부재정지원 제한대학로 선정될 경우 해당 대학이 당하는 불이익
부실대학으로 선정된 대학은 해당 대학의 가치가 하락하며 여러 가지 부분에서 전반적인 불이익을 당하는데 그 종류는 다음과 같다.
- 본 문서의 의미와 마찬가지로 정부에서 대학에 지원하는 예산이 축소되거나 지원이 불가능해진다.
- 해당 대학의 신입생 선발 규모가 축소될 수 있다.
- 해당 대학의 일부 학과가 통폐합된다.

## 비판 및 논란

### 획일적인 평가
교육과학기술부의 대학 평가 지표는 지역 현실과 대학별 특성 등을 충분히 고려하지 않아 획일적이며, 대학들에게 보여주기식 지표만을 강요한다는 지적이 있다. 또한 신입생충원율과 취업률의 비중이 매우 높은데다가 상대평가를 통해 무조건 하위 15% 대학을 선발하는 방식이라서 수도권의 대학들에 비해 지방의 대학들의 경쟁이 매우 불리한 평가라는 지적이 있다.

## 같이 보기
- BK21
- 지방대학 혁신역량 강화사업
- 세계 수준의 연구중심대학 육성 사업
- 대학구조조정
- 대학구조개혁평가
- 대학기본역량진단